# KTTL 시즌 목록
한국프로탁구(KTTL)는 대한민국의 프로탁구리그이다. 2022 시즌의 각 리그는 코리아 리그가 남녀 각 7개·5개팀, 내셔널리그가 각 6개·9개팀이 참가한다. 이 총 27개팀은 1월 28일 개막식을 시작으로 5월 17일까지 총 222경기(코리아 리그가 103경기, 내셔널 리그가 119경기)를 치른 뒤 정규시즌의 순위를 가린다. 이때 팀이 가장 적은 여자 코리아리그는 4라운드로 진행되고 팀이 가장 많은 여자 내셔널리그는 2라운드로 진행된다. 그리고 나머지 2개 리그는 3라운드로 정규리그를 소화한다.
포스트시즌은 5월 19일에서 5월 29일에 걸쳐 치러진다. 리그별 상위 3개 팀이 플레이오프(2-3위), 챔피언결정전(2/3위전 승자-1위)을 치러 우승팀을 결정한다. 플레이오프, 챔피언결정전 모두 상위 팀이 어드밴티지로 1승을 확보한 상태에서 먼저 2승을 거둔 팀이 시리즈에서 승리한다. 내셔널리그 우승팀에게는 코리아리그 승격자격이 주어진다. 단, 코리아리그에서 내셔널리그로의 강등은 당분간 없다.

## 목록
| 시즌명                | 리그 구분  | 리그 구분 | 참가 팀수 | 각팀 경기수 | 정규리그 1위팀 | 챔피언 결정전 우승팀 | 비고                                  |
| --------------------- | ---------- | --------- | --------- | ----------- | -------------- | -------------------- | ------------------------------------- |
| 2022 한국프로탁구리그 | 코리아리그 | 남자부    | 7         | 18          | 삼성생명       | -                    | 지역 연고제 미시행, 중립구장에서 진행 |
| 2022 한국프로탁구리그 | 코리아리그 | 여자부    | 5         | 16          | 포스코에너지   | -                    | 지역 연고제 미시행, 중립구장에서 진행 |
| 2022 한국프로탁구리그 | 내셔널리그 | 남자부    | 7         | 18          | 제천시청       | 산청구청             | 지역 연고제 미시행, 중립구장에서 진행 |
| 2022 한국프로탁구리그 | 내셔널리그 | 여자부    | 8         | 14          | 수원시청       | 수원시청             | 지역 연고제 미시행, 중립구장에서 진행 |